# Bundesstraße 79
Pour les articles homonymes, voir B79 et Route 79.
La Bundesstraße 79 (abrégé en B 79) est une Bundesstraße reliant Brunswick à Quedlinbourg.

## Localités traversées
- Brunswick
- Wolfenbüttel
- Winnigstedt
- Halberstadt
- Quedlinbourg